# Columbus (Nebraska)
Columbus – miasto w Stanach Zjednoczonych, w stanie Nebraska, siedziba administracyjna hrabstwa Platte.